# Nowy Tomyśl-Północ (gromada)
Nowy Tomyśl-Północ – dawna gromada, czyli najmniejsza jednostka podziału terytorialnego Polskiej Rzeczypospolitej Ludowej w latach 1954–1972.
Gromady, z gromadzkimi radami narodowymi (GRN) jako organami władzy najniższego stopnia na wsi, funkcjonowały od reformy reorganizującej administrację wiejską przeprowadzonej jesienią 1954 do momentu ich zniesienia z dniem 1 stycznia 1973, tym samym wypierając organizację gminną w latach 1954–1972.
Gromadę Nowy Tomyśl-Północ z siedzibą GRN w mieście Nowym Tomyślu (nie wchodzącym w skład gromady) utworzono 1 stycznia 1960 w powiecie nowotomyskim w woj. poznańskim z obszarów zniesionych gromad: Glinno i Wytomyśl w tymże powiecie.
W 1965 gromada miała 27 członków GRN.
4 lipca 1968 gromadę zniesiono, a jej obszar włączono do nowo utworzonej gromady Nowy Tomyśl w tymże powiecie.